# Dome
Dome Co. Ltd (яп. 株式会社童夢 Кабусики Гайся До:му) (в буквальном переводе — «сон ребёнка») — автогоночный конструктор, базирующийся в Японии. Известен предоставлением своей продукции для гонок одноместных гоночных машин и спортпрототипов.

## История

### Первые годы
Минору Хаяси создал свою первую машину в 1965 году, перестроив купе Honda S600. Владелец автомобиля Тодзиро Укия окрестил автомобиль «Karasu» (в дословном переводе с яп. — «ворон») за характерную форму кузова. Изменения обошлись в сравнительно небольшие деньги и были произведены относительно быстро. В ходе работ удалось снизить вес и улучшить аэродинамику, используя волоконно-армированный пластик. Несмотря на то что Хаяси ранее не имел опыта в постройке гоночной техники, автомобиль выиграл свою первую же гонку — состязание одного из внутрияпонских клубных чемпионатов на трассе Судзука.
В 1966 году он работает на Macransa, перестраивая автомобиль Honda S800 для участия в Гран-при Японии. Тремя годами позже Минору принимает участие в строительстве шасси «Kusabi», использованном для участия в Формуле-Юниор. В 1971 году он готовит шасси «Panic» для этого же класса.

### Dome и Hayashi Racing
В 1975 году в Такарагайкэ Хаяси создаёт компанию Dome для мелкосерийного производства автомобилей с использованием гоночных наработок. Три года спустя — в 1978-м — фирма выпустила свой первый концепт-кар, предназначенный для использования на дорогах общего пользования — Dome Zero (яп. 童夢-零). Автомобиль был оснащён двигателем Nissan L28 и был представлен на Женевском автосалоне. На следующий год на автосалонах в Чикаго и Лос-Анджелесе была представлена серийная версия автомобиля, получившая название Dome P2. В итоге автомобиль не прошёл утверждение во внутрияпонских государственных комиссиях и не был запущен в производство.
Потерпев неудачу в работе вне автоспорта, Dome переключается на работу на спортивное подразделение концерна Toyota — компанию TOM’S, создав для них шасси для Всеяпонского чемпионата среди силуэтов. Позже для них же создано шасси Группы С (для участия во Всеяпонском чемпионате среди спортпрототипов), позже оно было использовано для участия в чемпионате мира. В конце 1980-х Dome переключился на работу на другой концерн — Honda.
В эти же сроки Минору оказывает техническую поддержку своему двоюродному брату Масакадзу, основавшему свою собственную компанию по производству шасси для формулической техники. В течение следующих десяти лет компания производит шасси для японской Формулы-Юниор 1600, после чего начинает совершать первые попытки построить автомобиль класса Ф-3. Над дизайном первенца, названного Hayashi 803, работают оба кузена. В 1981 году компания создала шасси Hayashi 320 (главный конструктор — Масао Оно, работавший в 1976 году на Kojima F1). Осаму Накако побеждает на нём в национальном чемпионате того года. Боб Эрл повторяет этот успех в рамках Гран-при Макао. Позже 320-е модифицируют для участия в Формуле-Атлантик. Доработанная версия шасси, получившая индекс 321, выходит на старт в Японии и Великобритании. Оно со временем переходит на работу в Dome, где работает в отделе, который занимается производством спортпрототипов. Hayashi Racing переходит на покупные шасси Ralt.
После нескольких лет удачных разработок у Hayashi Racing начался кризис идей — машины были всё менее конкурентоспособны и в 1986 году в последний раз вышли на старт гонок. Бизнес Хаяси погряз в долгах и вскоре прекратил своё существование.
В 1988-м Dome сделал ещё одну попытку создать дорожный автомобиль. При содействии дизайнерской студии Jiotto Design был придуман и продут в аэродинамической трубе суперкар Jiotto Caspita. Машина не вышла в производство из-за рецессии.
В 1991—1998 годах Dome имел программу по созданию шасси для класса Ф-3000. Наиболее успешным оказался сезон-1994, когда Марко Апичелла завоевал чемпионский титул в чемпионате Японии.

### Формула-1
В конце 1995 года Тадаси Сасаки присоединился к Dome. Осенью компания объявила о планах создания машины для Ф-1. Конструктором призван был стать Акиёси Уко, шасси было названо Dome F105. При создании была использована трансмиссия производства Minardi и их же гидравлика.
Шасси тестировали Марко Апичелла, Синдзи Накано и Наоки Хаттори. Планировался дебют обновлённой версии F106 в чемпионате-1997, однако не удалось найти должной спонсорской поддержки. Также не удалось договориться с Mugen о поставке двигателей.
Наработки, полученные в тот момент, позже использовались при начале альянса Honda и British American Racing в 2000 году.

### Нынешние проекты
В 1999 году Dome организует в Великобритании дочернюю компанию Dome Cars Ltd. Ранее созданная аэродинамическая труба Dome Tunnel в Майхаре перепрофилирована с проекта в Ф-1 на нужды программы в JGTC, где участвует с 1996 года и собственной командой, и готовя для полузаводских команд автомобиль Honda NSX. Также при участии Dome готовится Honda Accord для японского турингового первенства.
В 2001 году специально для работ в области производства углеродных композитных материалов была создана отдельная компания — DOME Carbon Magic. Подразделение расположилось в Мисиме, префектура Сидзуока.
Dome также имеет программу создания прототипов для ле-мановских гонок. В 2007 году автомобиль под индексом S101.5 использовался в гонках командой Racing for Holland. В 2008 году был готов прототип c закрытым кокпитом категории LMP1. Машина получила индекс S102. В том же году, впервые за 22 года, продукция японской компании вышла на старт 24 часов Ле-Мана.